# Pendare
Pendare est la capitale de la paroisse civile de Sipapo dans la municipalité d'Autana dans l'État d'Amazonas au Venezuela.